# Verónica Jiménez Jacinto
Verónica Jiménez Jacinto, fundadora y co-organizadora de R-ladies Cuernavaca. Es una científica mexicana especialista en secuenciación de ADN, bioinformática, Perl, bases de datos y biología molecular.

## Trayectoria Académica
Cursó la licenciatura en Matemáticas Aplicadas y computación en la FES Acatlán, UNAM de la cual se graduó en 1992. Posteriormente en el año 1995 obtuvo el grado Maestra en Ciencias por el CINVESTAV unidad Zacatenco, México. Desde el 2017 cuenta con la certificación software Carpentry para impartir clases de computación a científicos. Ha colaborado desde su creación en la Unidad Universitaria de Secuenciación Masiva y Bioinformática, con sede en el Instituto de Biotecnología de la UNAM, Instituto en el cual colaborado desde el año 2005 con la licenciatura en Ciencias Genómicas de la UNAM. Es la responsable del Sistema de Gestión de Calidad del Laboratorio Nacional de Apoyo Tecnológico a las Ciencias Genómicas. Es fundadora y co-organizadora de R-Ladies Cuernavaca, parte de Rladies Global, que es una organización que promueve la diversidad de Género en la Comunidad de desarrolladores y desarrolladoras en el lenguaje de programación R.
Desde el año 2009 es técnica académica de la Unidad Universitaria de Secuenciación Masiva y Bioinformática donde está a cargo del análisis bioinformático primario de datos de secuenciación masiva de ADN, generados por los secuenciadores GAIIx y IonTorrent.
Durante su trayectoria académica Verónica ha realizado aportes importantes a la comunidad científica la secuenciación del primer organismo secuenciado en México, Rizhobium etli. en la que participó en el 2006.  Desarrolló junto con Leticia Vega Alvarado y Alejandro Sánchez Flores la paquetería de R, IDEAMEX (Integrative Differential Expression Analysis for Multiple EXperiments) la cual es una herramienta de tubería basada en la web para el análisis y la visualización de la expresión génica diferencial en conjuntos de datos de RNA-seq. Participa junto con el equipo de  The Carpentries en la traducción al español de las distintas lecciones tanto de Software Carpentry como de Data Carpentry, con el objetivo de abrir las puertas para que más personas hispanohablantes accedan al material de enseñanza de esta organización. Así mismo, ha sido entrevistada por diversos medios de comunicación por sus investigaciones y trabajos de divulgación en bioinformática y genómica

## Publicaciones Relevantes
Jiménez Jacinto tiene publicaciones en revistas científicas nacionales e internacionales, además de contar con capítulos de libros y publicaciones de divulgación de la ciencia. Las más relevantes se enlistan a continuación:
1. Jimenez-Jacinto,V., Sanchez-Flores,A., Vega-Alvarado,L. (2019). Integrative Differential Expression Analysis for Multiple EXperiments (IDEAMEX): A Web Server Tool for Integrated RNA-Seq Data Analysis. Frontiers in Genetics, 10, 279.
2. Jimenez-Jacinto,V., Gómez-Romero,L., Mendez-Cruz,C.F. (2020). Pattern Recognition Applied to the Analysis of Genomic Data and Its Association to Diseases. Pattern Recognition Techniques Applied to Biomedical Problems. STEAM-H: Science, Technology, Engineering, Agriculture, Mathematics & Health, 35-61, Cham: Springer International Publishing.
3. Jimenez-Jacinto,V. (2021). R-Ladies: solidaridad y compromiso de una comunidad de profesionistas. Revista Digital Universitaria, 22 (1).